# Modest González Ribas
Modest González Ribas (Reus, 1907 - Salou, 1984) va ser un metge català.
Fill d'una família reusenca de poques possibilitats econòmiques, va rebre l'any 1928 de l'ajuntament de Barcelona una beca per acabar els estudis de medicina. S'especialitzà en malalties del pulmó i col·laborà amb el doctor Francesc Ribas i Soberano, del que va ser deixeble. Va publicar diversos articles sobre tuberculosi a revistes especialitzades. El 1935 treballava al servei de tisiologia de l'Hospital Clínic. El 1938 era cap d'aquest servei, quan va ser mobilitzat al front per l'exèrcit republicà, amb el grau de tinent metge. Depurat en la postguerra, va ser director del sanatori antituberculós de Puigdolena, quan el seu mestre, el doctor Francesc Ribas, es va exiliar. El 1947 va publicar la seva tesi doctoral sobre la tuberculosi. El 1958 va ingressar a la Reial Acadèmia de Doctors. Dedicat a la medicina privada a Barcelona, residí també a Salou i va ser president del Club Nàutic d'aquesta població des del 1974 al 1979. Va ser un dels organitzadors d'una agrupació de reusencs que vivien a Barcelona, (la Confraria de sant Bernat Calbó), dedicada a mantenir relacions culturals amb la seva ciutat natal.